# 淮安郡 (北齐)
淮安郡，中国南北朝时始置的郡。
北齐时始置，治所在慕化县（今河南省信阳市西北）。隋朝开皇初年废。